# Амбурбия
Амбурбий (лат. amb-urbium — «вокруг города») — древнеримский праздник.
Этот праздник подразумевал под собой умилостивительный обход города вдоль городской черты с проведением ритуальных жертвоприношений. Праздник происходил в начале февраля и предназначался для очищения Рима от грехов. Кроме того, он проводился в случае опасности или бедствий. Позже к этому ритуалу добавился и греческий lustratio urbis. Другой подобный праздник — праздник очищения полей Амбарвалии. Праздник отмечался в последний раз в 394 году, когда узурпатор Евгений ожидал нападения армии Феодосия I.